# 트웬티20
트웬티20(Twenty20/T20 cricket)은 2003년 만들어진 크리켓의 한 종류이다.